# 佐伯耳麻呂
佐伯 耳麻呂（さえき の みみまろ）は、平安時代初期の貴族。姓は宿禰。官位は正五位下・陸奥守。

## 経歴
大同3年（808年）従五位下に叙爵。
翌大同4年（809年）陸奥鎮守将軍に任官し、蝦夷征討の任務を担当する。弘仁2年（811年）3月に蝦夷征討の責任者であった陸奥出羽按察使・文室綿麻呂らが、陸奥国・出羽国の兵士26,000人を動員して、爾薩体（現在の岩手県二戸郡から青森県南部にかけての一帯）・弊伊（現在の岩手県上閉伊郡・下閉伊郡）の蝦夷2村を征討する準備が完了したことから6月上旬に出撃する旨を上奏しているが、この上奏に耳麻呂も名を連ねている。同年4月に文室綿麻呂が征夷将軍に任ぜられたのに伴い、耳麻呂は大伴今人・坂上鷹養と共に征夷副将軍となる。12月には蝦夷征討の任務は概ね完了して征討の関係者に対する叙位が行われ、他の副将軍二人が一階昇進して従五位上に叙せられたところ、耳麻呂のみ二階昇進して正五位下となる。明けて弘仁3年（812年）正月には、同じく蝦夷征討に当たった同族の佐伯清岑の後任として陸奥守に任ぜられた。

## 官歴
『日本後紀』による。
- 時期不詳：正六位上
- 大同3年（808年） 正月25日：従五位下
- 大同4年（809年） 正月16日：陸奥鎮守将軍
- 弘仁2年（811年） 4月17日：征夷副将軍。12月13日：正五位下
- 弘仁3年（812年） 正月12日：陸奥守